# 格森
格森是德国图林根州的一个市镇。总面积3.13平方公里，总人口222人，其中男性105人，女性117人（2011年12月31日），人口密度71人/平方公里。